# Maria fa 20 anys
Maria fa 20 anys, és una novel·la gràfica de Miguel Gallardo. És una continuació de Maria i jo del mateix autor.

## Argument
Maria fa 20 anys és una continuació del relat iniciat a Maria i jo, on l'autor Miguel Gallardo explica la seva vida amb la Maria, la seva filla que pateix un trastorn de l'espectre autista. En el primer àlbum explicava les vivències de quan anaven de vacances amb la Maria, que llavors era una nena. En aquest segon àlbum la Maria continua vivint a Canàries, ja és una noia que tot i el seu autisme ja ha passat per una adolescència i ara amb vint anys arriba a una edat més adulta que la portaran a enfrontar-se amb nous reptes. L'autor torna a relatar el mes i mig de vacances que passa entre Barcelona i la Costa Brava, amb la seva filla, ara després de vuit anys d'escriure el primer àlbum, una noia de vint anys que encara el futur amb incerteses, però amb els impediments que li posa una societat que li costa d'acceptar les diferències. Al llarg de l'obra Miguel Gallardo crea un relat amb un toc d'humor, i un enfocament que porta a la reflexió.